# 심장박동조작극
"심장박동조작극"은 2017년에 개봉한 대한민국의 영화이다.

## 캐스팅
- 이유미 : 혜은 역
- 윤정일 : 승빈 역
- 이가경 : 주리 역
- 홍예은 : 남자승빈 역
- 홍지영 : 다은 역
- 류혜린 : 나정 역
- 최광제 : 재원 역
- 차승환 : 철수 역
- 엄윤아 : 희아 역
- 조소빈 : 애리 역
- 펠라 : 인도처녀 역
- 아누팜 : 네팔주방장 역
- 박영웅 : 혜은새남친 역
- 이해성 : 간지만 역
- 장재만 : 주리남친 역
- 최복동 : 학생 1 역
- 류지열 : 학생 2 역
- 황종욱 : 학생 3 역
- 조한빈 : 학생 4 역
- 문민수 : 학생 5 역